# Tower Lakes
Tower Lakes är en ort i Lake County, Illinois, USA.